# Pink
Alecia Beth Moore Hart (nascida em 8 de setembro de 1979), conhecida profissionalmente como Pink (estilizada como P!nk), é uma cantora, compositora, atriz e dançarina estadunidense. Considerada como "Pop Royalty" ("realeza do pop"), ela é conhecida por sua presença acrobática no palco e seu ativismo. Ela já vendeu mais de 135 milhões de discos em todo o mundo (60 milhões de álbuns e 75 milhões de singles), tornando-a uma das artistas musicais mais vendidas do mundo.
Aos 15 anos, Pink formou o grupo feminino Choice, que durou pouco tempo. Em 1995, o empresário L.A. Reid viu potencial em Pink e ofereceu a ela um contrato de gravação solo. Seu álbum de estúdio de estreia, influenciado pelo R&B, Can't Take Me Home (2000), foi certificado com disco de platina duplo nos Estados Unidos e gerou duas músicas entre os dez primeiros da Billboard Hot 100: "There You Go" e "Most Girls". Ela ganhou mais reconhecimento com o single colaborativo "Lady Marmalade", da trilha sonora do filme Moulin Rouge!, que liderou as paradas em todo o mundo. Reorientando seu som para o pop rock com seu segundo álbum de estúdio Missundaztood (2001), o álbum vendeu mais de 13 milhões de cópias em todo o mundo e rendeu os sucessos internacionais "Get the Party Started", "Don't Let Me Get Me" e " Just Like A Pill". Embora o terceiro álbum de estúdio de Pink, Try This (2003), tenha vendido menos do que seu trabalho anterior, o primeiro single do mesmo, "Trouble", ganhou o Grammy de Melhor Performance Vocal de Rock Feminino. Ela voltou ao topo das paradas com seu quarto álbum de estúdio, I'm Not Dead (2006), que gerou os sucessos "Stupid Girls", "Who Knew" e "U + Ur Hand". O êxito continuou com Funhouse (2008), que inclui o single número um "So What". O sexto álbum de estúdio de Pink, The Truth About Love (2012), foi seu primeiro álbum número um na Billboard 200 e gerou seu quarto single número um nos EUA, "Just Give Me a Reason" (2013). Em 2014, Pink gravou um álbum colaborativo, Rose Ave., com o músico canadense Dallas Green, sob uma dupla de música folk chamada "You+Me". Seus álbuns seguintes de estúdio, Beautiful Trauma (2017) e Hurts 2B Human (2019), estrearam no topo da parada Billboard 200, com o primeiro se tornando o terceiro álbum mais vendido do ano no mundo. Seu nono álbum, Trustfall (2023), alcançou a segunda posição na Billboard 200.
Seus prêmios incluem três Grammys, dois BRIT Awards, um Emmy Awards, sete MTV Video Music Awards (incluindo o Michael Jackson Video Vanguard Award) e dois MTV Europe Music Awards. Em 2009, a Billboard a nomeou a Artista da Década na música pop; Também a homenageou com o prêmio de Mulher do Ano de 2013 no Billboard Women in Music, com um Billboard Icon Award e um Billboard Legend of Live. Pink também foi a segunda artista solo feminina mais tocada no Reino Unido durante a década de 2000, atrás apenas de Madonna. Durante o BMI Awards, ela recebeu o BMI President's Award por "sua excelência em composição e impacto global na cultura pop e na indústria do entretenimento." Em 2019, ela recebeu uma estrela na Calçada da Fama.

## Biografia
Alecia Beth Moore nasceu em 8 de setembro de 1979, em Doylestown, Pensilvânia, filha da enfermeira de emergência Judith Moore e do vendedor de seguros James Moore. Seu pai é católico, e sua mãe é judia. Pink se identifica como judia. Embora um bebê saudável, ela desenvolveu asma que a atormentou durante seus primeiros anos. Quando Pink era criança, seus pais começaram a ter problemas conjugais; eles se divorciaram antes que ela completasse 10 anos.
Pink fez ginástica competitiva dos 4 aos 12 anos. No ensino médio, ela se juntou à sua primeira banda, Middleground, mas ela se desfez após perder uma competição Battle of the Bands. Pink começou a se apresentar em clubes da Filadélfia aos 14 anos. Ela adotou o apelido "Pink" como seu nome artístico nessa época; "Pink" é uma alusão ao personagem Mr. Pink de Cães de Aluguel, longa do diretor Quentin Tarantino, ao qual ela assistia com suas amigas. Cada uma delas era uma personagem. Ainda aos 14 anos, ela se tornou membro do grupo feminino Basic Instinct, mas o grupo se desfez sem lançar nenhum material.
Aos 15 anos, Pink e duas outras adolescentes, Sharon Flanagan e Chrissy Conway, formaram o grupo de R&B Choice. Uma cópia de sua primeira música, "Key to My Heart", foi enviada para a gravadora LaFace Records, onde L.A. Reid a ouviu e ofereceu um contrato de gravação. O grupo se mudou para a então sede da gravadora em Atlanta para gravar um álbum. Apesar de não ter sido lançado comercialmente, sua música "Key to My Heart" apareceu na trilha sonora do filme Kazaam de 1996. Durante uma festa de Natal, Reid deu um ultimato a Pink: "siga carreira solo ou vá para casa", e o Choice posteriormente se separou em 1998.

## Carreira

### 2000—2002:Can't Take Me HomeeM!ssundaztood
Após a separação da Choice, Pink assinou um contrato de gravação com a LaFace Records e começou a trabalhar em seu primeiro álbum solo com os produtores Babyface, Kandi Burruss e Tricky Stewart. Seu primeiro single solo, "There You Go", foi lançado em fevereiro de 2000, e se tornou seu primeiro hit no top 10 da Billboard Hot 100, onde alcançou a sétima posição. Em abril, seu álbum de estreia, Can't Take Me Home, foi lançado e alcançou a 26ª posição na Billboard 200 e foi certificado como dupla platina pela Recording Industry Association of America (RIAA) por dois milhões de unidades vendidas nos EUA. Também foi disco de platina no Reino Unido e multiplatina na Austrália e Canadá, vendendo mais de quatro milhões de cópias em todo o mundo. A recepção crítica ao álbum foi mista. O segundo single, "Most Girls", alcançou a quarta posição na Billboard Hot 100 e se tornou seu primeiro single número um na Austrália. "You Make Me Sick" foi lançado como o single final e alcançou a posição 33 na Hot 100 e entrou para a trilha sonora do filme "Save the Last Dance".
Pink ganhou o troféu de Artista Revelação Feminina do Ano no Billboard Music Awards de 2000 e se tornou ato de abertura na etapa norte-americana da turnê No Strings Attached Tour do 'NSYNC durante o verão de 2000. Em 2001, participou da nova versão do clássico "Lady Marmalade", gravada para o filme Moulin Rouge!, ao lado de Christina Aguilera, Mýa, Lil' Kim e Missy Elliott. A música chegou a primeiro lugar da Billboard Hot 100 e se tornou o single mais tocado nas rádios daquele ano. O sucesso do single foi ajudado por seu videoclipe, que tornou-se um dos mais populares de todos os tempos e ganhou o MTV Video Music Awards de Vídeo do Ano. A música também rendeu o primeiro Grammy de Pink de Melhor Colaboração Pop com Vocais.
Ansiosa para ser vista como uma compositora e musicista mais séria e para executar o tipo de música que queria, Pink levou seu som em uma nova direção e buscou mais o controle criativo durante a gravação de seu segundo álbum, Missundaztood. Ela recruto Linda Perry, ex-vocalista do 4 Non Blondes (um dos grupos favoritos de Pink em sua adolescência), Steven Tyler, do Aerosmith, e Richie Sambora, guitarrista do Bon Jovi. De acordo com o programa Driven do VH1, L.A. Reid não estava inicialmente satisfeito com o novo estilo musical de Pink, voltado ao pop rock. Lançado em novembro de 2001, seu segundo álbum ganhou o titulo de Missundaztood, por causa da crença de Pink de que as pessoas tinham uma imagem errada dela.
"Get the Party Started" foi lançado como o single principal e alcançou a quarta posição na Billboard Hot 100. Também se tornou um sucesso mundial, alcançando o primeiro lugar na Austrália, Irlanda, Nova Zelândia, Romênia e Espanha, além de passar quatro semanas no topo da parada europeia Hot 100 Singles. No MTV Video Music Awards de 2002, seu videoclipe venceu nas categorias de Melhor Vídeo Feminino e Melhor Vídeo de Dança. Os outros singles do álbum — "Don't Let Me Get Me", "Just Like a Pill" e "Family Portrait" — também foram sucessos nas paradas, com "Just Like a Pill" se tornando o segundo hit número um de Pink no Reino Unido. Missundaztood continua sendo o disco mais vendido de Pink, com mais de 13 milhões de cópias vendidas em todo o mundo. No Brasil, vendeu mais de 50 mil cópias. De acordo com a Federação Internacional da Indústria Fonográfica (IFPI), Missundaztood foi o oitavo álbum mais vendido de 2002 globalmente. Pink ganhou um World Music Awards de Melhor Artista Feminina de Pop/Rock Americana. Ela também foi indicada para Melhor Álbum Vocal Pop e Melhor Performance Vocal Pop Feminina no Grammy Awards. Em 2002, Pink fez sua primeira turnê como atração principal, a Party Tour, pela América do Norte, Europa e Austrália, além de ter sido ato de abertura na turnê americana de Lenny Kravitz. Pink foi nomeada a Melhor Artista Feminina da Billboard 200 de 2002.

### 2003—2007:Try ThiseI'm Not Dead
Em 2003, Pink contribuiu com a música "Feel Good Time" para a trilha sonora do filme Charlie's Angels: Full Throttle, no qual ela teve uma aparição especial como proprietária de uma rampa de motocross; A música foi indicada ao Grammy de Melhor Colaboração Pop com Vocais. Ela também participou de uma grande propaganda da Pepsi, ao lado de Britney Spears e Beyoncé.

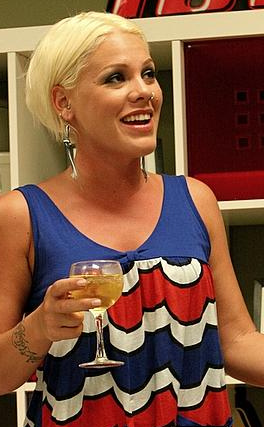
P!nk em 2006.

Em 11 de novembro de 2003, ela lançou seu terceiro álbum Try This, novamente colaborando com Linda Perry, assim como Tim Armstrong, do grupo Rancid. Apesar do álbum ter alcançado o top dez nas paradas de álbuns nos EUA, no Canadá, no Reino Unido e na Austrália, as vendas foram consideravelmente menores do que as de Missundaztood. No entanto, ele ganhou disco de platina nos EUA com os singles "Trouble" e "God Is a DJ"; o primeiro entrou para a trilha sonora do filme White Chicks e o segundo para a trilha do filme Mean Girls. "Trouble" rendeu a Pink seu segundo Grammy na categoria de Melhor Performance Vocal Feminina de Rock. Ela embarcou em uma extensa turnê, a Try This Tour, pela Europa e Austrália, onde o álbum foi melhor recebido. A turnê redeu seu primeiro DVD ao vivo, Pink: Live in Europe, lançado em 22 de maio de 2006. O show foi filmado em Manchester, Inglaterra, durante a etapa europeia da Try This Tour de 2004; Durante a apresentação de "Lady Marmalade", Pink imitou a voz de Christina Aguilera e cantou trechos da música "Beautiful", de Aguilera e no DVD o áudio foi alterado. Em 2005, Pink colaborou com Lisa Marie Presley na faixa "Shine", lançada no segundo álbum de Presley, Now What.
Em abril 2006, Pink retorna as paradas com o lançamento de seu quarto álbum, I'm Not Dead. que foi um sucesso substancial em todo o mundo, particularmente na Austrália, onde foi número 1 por duas semanas não consecutivas e foi certificado 10 vezes como platina. O álbum alcançou o top dez nos EUA, o top cinco no Reino Unido e o número 1 na Alemanha. O primeiro single do álbum, "Stupid Girls", foi um sucesso e lhe rendeu uma indicação ao Grammy de Melhor Performance Vocal Pop Feminina. Seu videoclipe, no qual ela parodia celebridades como Lindsay Lohan, Jessica Simpson, Mary-Kate Olsen e Paris Hilton, ganhou o MTV Video Music Awards de Melhor Vídeo Pop. Os singles subsequentes "Who Knew", "U + Ur Hand" e "Nobody Knows" também fizeram sucesso pelas paradas do mundo todo. "Dear Mr. President", uma carta aberta ao então presidente dos EUA, George W. Bush, que contou com as Indigo Girls, se tornou um hit número 1 na Bélgica, bem como um hit top cinco na Alemanha e Austrália, mas não foi lançado nos EUA. "Leave Me Alone (I'm Lonely)", chegou ao top 40 no Reino Unido e ao top 5 na Austrália. O álbum vendeu mais de 1,3 milhão de cópias nos EUA, além de mais de 700.000 cópias na Austrália.
Em apoio ao álbum, Pink embarcou na turnê mundial I'm Not Dead Tour, para a qual ela vendeu 307.000 ingressos na Austrália e arrecadou cerca de US$ 42 milhões no país. Um dos shows realizado na Wembley Arena de Londres em 4 de dezembro de 2006, foi gravado e tornou-se seu segundo DVD ao vivo, Pink: Live from Wembley Arena (lançado em 22 de março de 2007), que inclui um cover de "What's Up?" do 4 Non Blondes; O DVD recebeu 16 certificados de platina na Austrália. Ela também se juntou a Justin Timberlake como ato de abertura em sua turnê FutureSex/LoveShow, em locais selecionados nos EUA. Ainda em 2006, ela contribuiu com um cover de "Tell Me Something Good" do Stevie Wonder, para a trilha sonora do filme animado, Happy Feet. A música "Outside of You", escrita por Pink para o I'm Not Dead, foi gravada por Hilary Duff e lançada em seu álbum de 2007, Dignity. Em 2007, Pink colaborou com Annie Lennox na música "Sing", faixa do quarto álbum solo de Lennox, Songs of Mass Destruction.

### 2008—2011:FunhouseeGreatest Hits...So Far!!!
Em outubro de 2008, P!nk lança seu quinto álbum de estúdio, Funhouse, que estreou em segundo lugar na Billboard 200, vendendo 180.000 cópias em sua primeira semana e alcançou o primeiro lugar nas paradas em sete países, incluindo Austrália, Nova Zelândia, Holanda, Irlanda e Reino Unido. No geral, alcançou o top 10 em mais de vinte países. Foi certificado como platina tripla pela RIAA, por 3 milhões de cópias vendidas nos EUA e 13 vezes platina pela ARIA, por 910.00 cópias vendidas na Austrália. No Reino Unido, vendeu 1.200.000 e recebeu 4 certificados de platina. Funhouse vendeu mais de 7 milhões de cópias em todo o mundo. O primeiro single do álbum, "So What", lançado em 11 de agosto de 2008, tornou-se um enorme sucesso comercial, liderando a Billboard Hot 100, além de mais doze países, incluindo o Reino Unido, Canadá e Austrália. A música recebeu uma indicação ao Grammy de 2009 na categoria de Melhor Performance Vocal Pop Feminina e o videoclipe foi indicado a Melhor Vídeo Feminino no MTV Video Music Awards de 2009. 

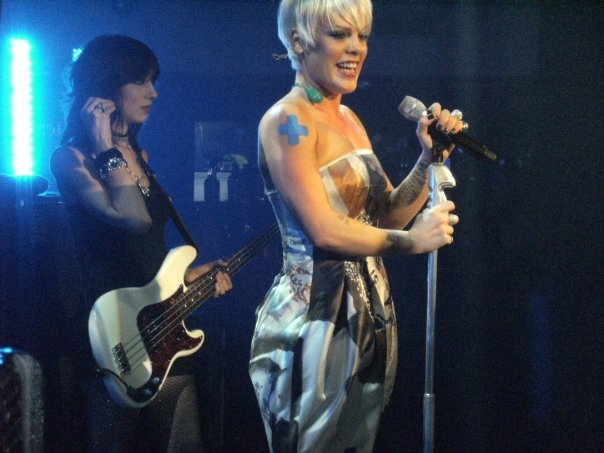
P!nk em show de divulgação do álbum Funhouse, em novembro de 2008.

"Sober" foi lançado como o segundo single em 10 de novembro de 2008, e chegou ao top dez em mais de dez países, incluindo o Reino Unido e alcançou o número quinze na Hot 100; Também recebeu indicação ao Grammy de 2010, na categoria de Melhor Performance Vocal Pop Feminina e, em 13 de setembro de 2009, ela apresentou "Sober" em trapézio no MTV VMA de 2009. "Please Don't Leave Me" foi lançada em março de 2009 e também foi bem-sucedido, alcançando o top dez em vários países da Europa, também chegando ao número oito no Canadá e dezessete no Hot 100; Seu videoclipe traz influências do filme Misery, de 1990, bem como outros thrillers semelhantes como, The Shining e What Ever Happened to Baby Jane?.A faixa titulo do álbum, "Funhouse", foi lançada como o quinto single e alcançou o número 44 na Hot 100. "I Don't Believe You", o sexto single, foi lançado em outubro de 2009 e não entrou no Hot 100. "Glitter in the Air", foi lançada como single após sua performance aclamada pela crítica e pelo publico no Grammy Awards de 2010, considerada uma das melhores da história do Grammy; A música estreou na posição 18 da Hot 100 e ajudou o álbum a voltar para o Top 20 da Billboard 200. A gravação do áudio ao vivo da apresentação também foi lançado digitalmente. "Bad Influence" foi lançado como single na Austrália, para promover a chegada da Funhouse Tour na Austrália.

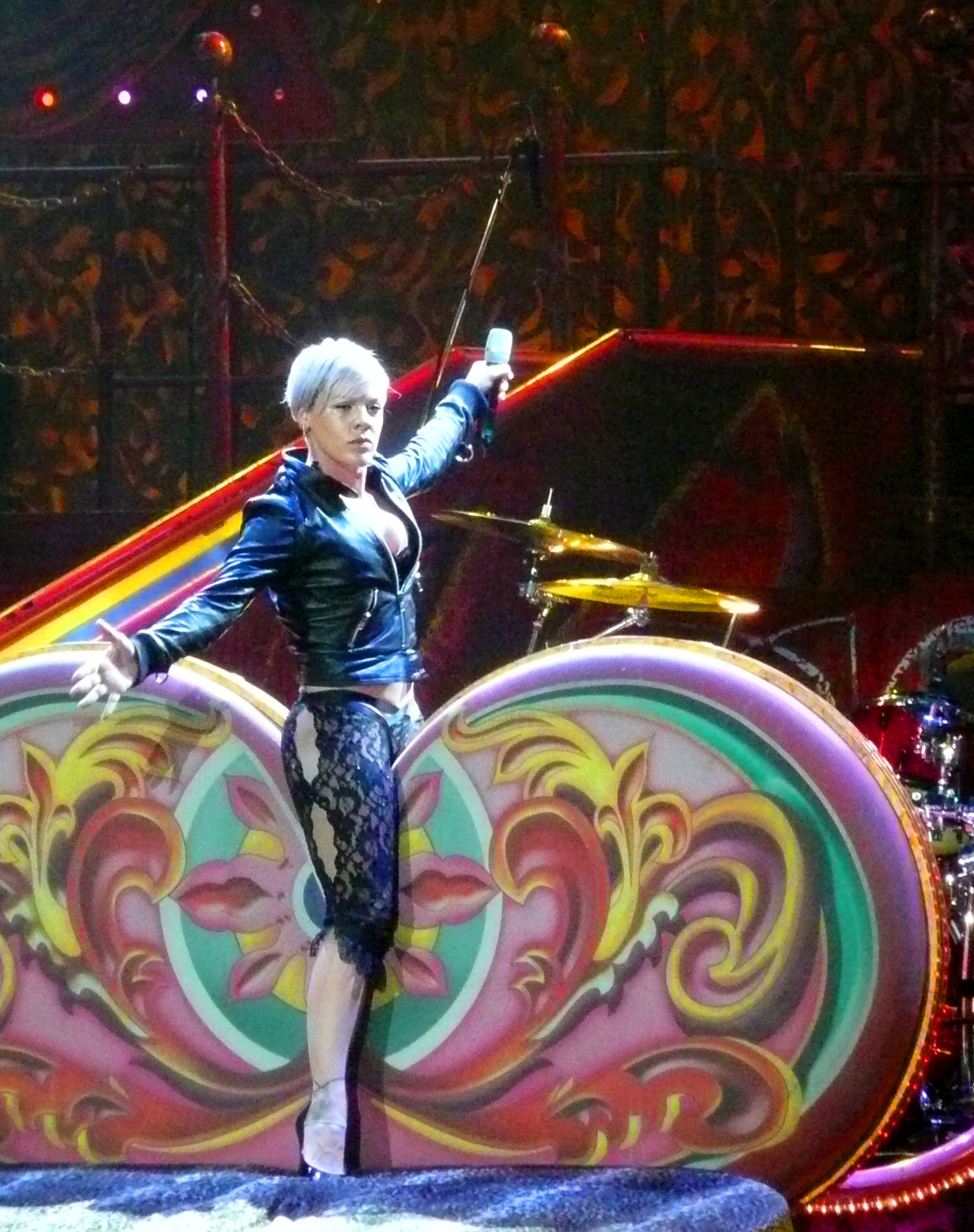
Pink durante a Funhouse Tour, em Düsseldorf, em 28 de novembro de 2009

A turnê Funhouse Tour, começou na França em 24 de fevereiro de 2009 e continuou pela Europa até maio. Pink então realizou uma série de shows na Austrália, entre maio e agosto de 2009, todos com ingressos esgotados; Ela se apresentou para mais de 600.000 fãs australianos em 58 shows, se tornado a maior turnê de um artista internacional no país. Em 2010, ela lançou na Europa a Funhouse Summer Carnival Stadium. As duas turnês venderam um total de 3 milhões de ingressos e teve um faturamento de US$ 150 milhões de dólares.
P!nk lançou em 6 de outubro de 2010 o single "Raise Your Glass", do novo álbum de melhores músicas Greatest Hits... So Far!!!, lançado em 15 de novembro de 2010. O single conquistou espaço aos poucos nas paradas, nos EUA, já esteve em 2° lugar no iTunes e na Billboard Hot 100 o single liderou a parada no dia 2 de dezembro de 2010. Na Austrália, a canção estreou em primeiro lugar, e além desse single, ainda Fuckin' Perfect estreou em décimo, mesmo sem ser lançado, sem videoclipe e sem qualquer divulgação. Pink lançou a música como single e o seu videoclipe em 20 de janeiro de 2011. Ainda em 2010, ela foi destaque na faixa "Won't Back Down" do álbum Recovery do rapper Eminem. Ela colaborou no álbum de Herbie Hancock de 2010, The Imagine Project, no qual cantou "Don't Give Up" de Peter Gabriel com John Legend e contribuiu com os vocais para "Imagine" de John Lennon; A última colaboração rendeu a Pink um Grammy de Melhor Colaboração Pop com Vocais. 
Sua carreira teve um pequeno hiato devido ao nascimento da sua filha Willow Sage Hart, no dia 2 de junho de 2011. A cantora também fez a dublagem de Glória, esposa de Mumble e mãe de Erik, no filme de animação Happy Feet Two.

### 2012—2016:The Truth About LoveeRoseave
Em setembro de 2012, foi lançado o seu sexto álbum de estúdio, The Truth About Love, que fez sua estreia no topo da Billboard 200 com vendas na primeira semana de 281.000 cópias, tornando-se seu primeiro álbum número um nos Estados Unidos. Também liderou as paradas na Austrália, Áustria, Canadá, Alemanha, Nova Zelândia, Suécia e Suíça, e se tornou o sexto álbum mais vendido no mundo em 2012, de acordo com a IFPI. O álbum foi certificado como dupla platina pela RIAA por dois milhões de cópias e vendeu mais de 7 milhões de cópias em todo o mundo. The Truth About Love recebeu uma resposta positiva dos críticos musicais e foi indicado ao prêmio de Melhor Álbum Pop Vocal no Grammy Awards de 2013.

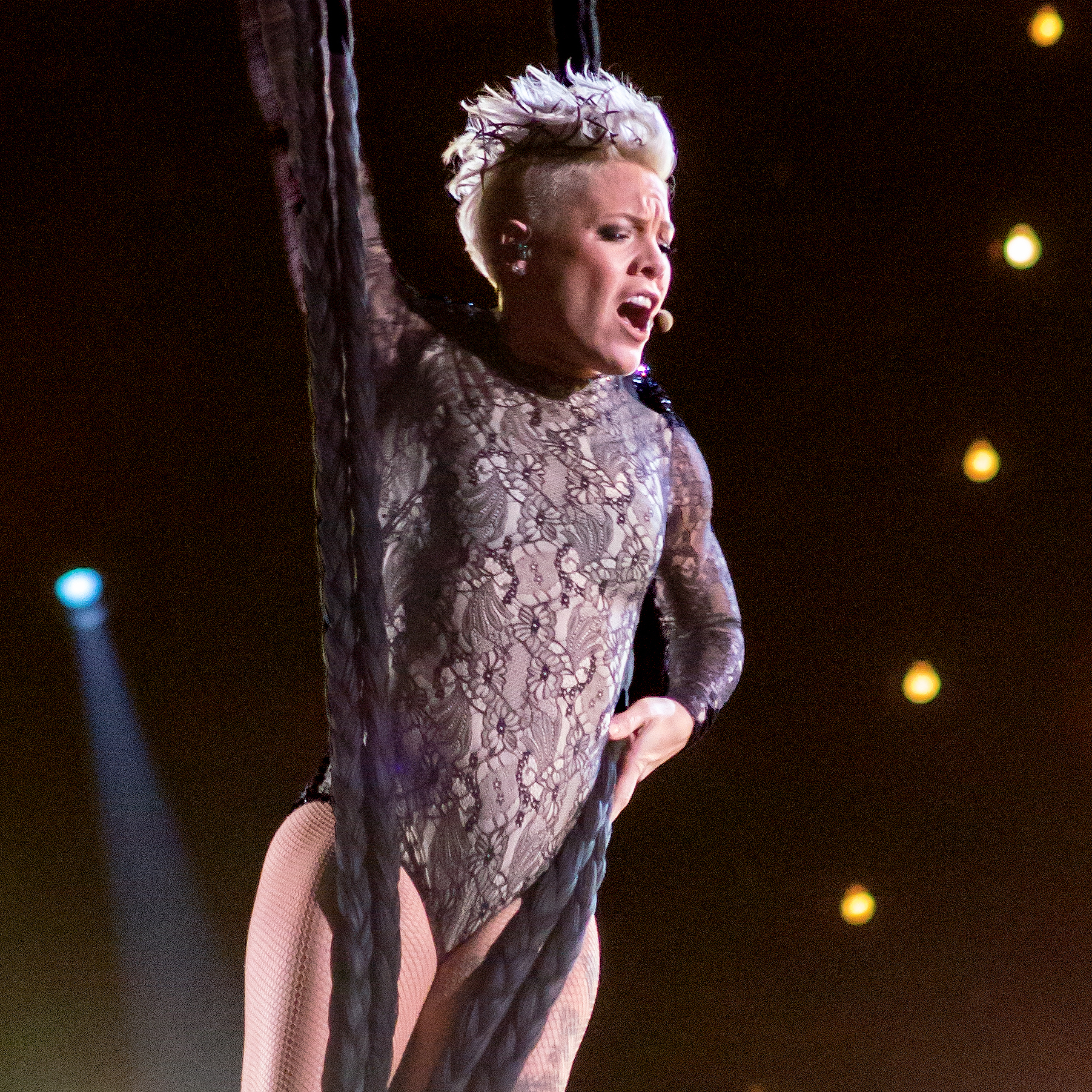
P!nk se apresentado no Grammy Awards de 2014.

O primeiro single do disco, "Blow Me (One Last Kiss)", chegou a ser a segunda música mais ouvida e comprada no mundo por duas semanas e alcançou o número cinco na Billboard Hot 100, e o número um na Austrália e Hungria, e o top cinco no Canadá, Japão e Reino Unido. O segundo single, "Try", se tornou um hit mundial top 10, chegando ao número nove na Hot 100. O terceiro single foi "Just Give Me a Reason", com participação de Nate Ruess, que se tornou o single mais bem-sucedido do álbum liderando as paradas em mais de 20 países em todo o mundo e se tornando o quarto hit número um de Pink na Billboard Hot 100. De acordo com a IFPI, a música foi o quarto single digital mais vendido de 2013, com 9,9 milhões de cópias vendidas em todo o mundo. A música ganhou o prêmio Billboard Mid-Year de Canção Favorita No. 1 da Hot 100 e recebeu duas indicações ao Grammy Awards de 2014 para Melhor Performance de Duo/Grupo Pop e Canção do Ano. O quarto single foi "True Love" com participação de Lily Allen. Nos principais charts a música pontuou em: Estados Unidos #59, Canadá #22, Austrália #5 e Inglaterra #16. Dois singles adicionais, "Walk of Shame" e "Are We All We Are", foram lançados ao longo de 2013 com menos sucesso comercial.
Em 13 de fevereiro de 2013, Pink deu início à sua sexta turnê, conhecida como The Truth About Love Tour, em Phoenix, Arizona. A turnê quebrou vários recordes e foi uma das mais bem sucedidas da década no mundo todo. Em dezembro, a The Truth About Love Tour, se tornou a terceira turnê mais vendida de 2013, com US$ 147,9 milhões em vendas de ingressos. A Billboard a nomeou A Mulher do Ano de 2013.
Além de seu trabalho em The Truth About Love, P!nk contribuiu no álbum de Cher, Closer To The Truth, escrevendo as músicas "I Walk Alone" e "Lie to Me". Ela também atuou no filme Thanks for Sharing, onde fez o papel de Dede, uma viciada em sexo.
Pink e Dallas Green, vocalista do City and Colour, trabalharam juntos em um álbum colaborativo, sob o nome da dupla "You+Me". O álbum, intitulado Rose Ave, foi lançado em 14 de outubro de 2014 e estreou na quarta posição na Billboard 200 e na primeira posição na parada de álbuns folk dos EUA. Em agosto de 2015, Pink gravou a música tema da 13ª temporada do The Ellen DeGeneres Show, "Today's the Day". Em abril de 2016, ela lançou o single "Just Like Fire", como parte da trilha sonora do filme da Disney, Alice Through the Looking Glass. Pink apresentou a música no Billboard Music Awards de 2016, em 22 de maio de 2016, onde ela sobrevoou a plateia com uma série de acrobacias. Nos EUA, a música alcançou a 10ª posição na Billboard Hot 100 e o topo da Adult Contemporary e recebeu certificação de platina pela RIAA, pelas vendas de 1 milhão de cópias. Na Austrália, alcançou o primeiro lugar em sua segunda semana e recebeu quatro discos de platina pela ARIA. A música também foi indicada ao Grammy de 2017 de Melhor Canção Escrita para Mídia Visual.

### 2017—2020:Beautiful TraumaeHurts 2B Human
Seu sétimo álbum de estúdio, Beautiful Trauma, foi lançado em 13 de outubro 2017 e estreou em primeiro lugar na Billboard 200, vendendo 408.000 unidades, tornando-se a maior primeira semana de vendas de sua carreira; As vendas foram auxiliadas com o custo do álbum sendo incluído no preço de compra de um ingresso de turnê para shows nos EUA e Canadá; Cerca de 225.000 cópias das vendas da primeira semana vieram desse pacote. O álbum também alcançou o topo em mais de 10 outros países, incluindo Austrália, Canadá, Nova Zelândia, Suíça e Reino Unido. Mais tarde, foi certificado como platina pela RIAA. De acordo com a IFPI, foi o terceiro álbum mais vendido do ano em todo o mundo, com mais de 3 milhões de cópias. Pink recebeu o Michael Jackson Video Vanguard Award no MTV Video Music Awards de 2017. Ela também apresentou um medley de alguns de seus sucessos antes de aceitar o prêmio.

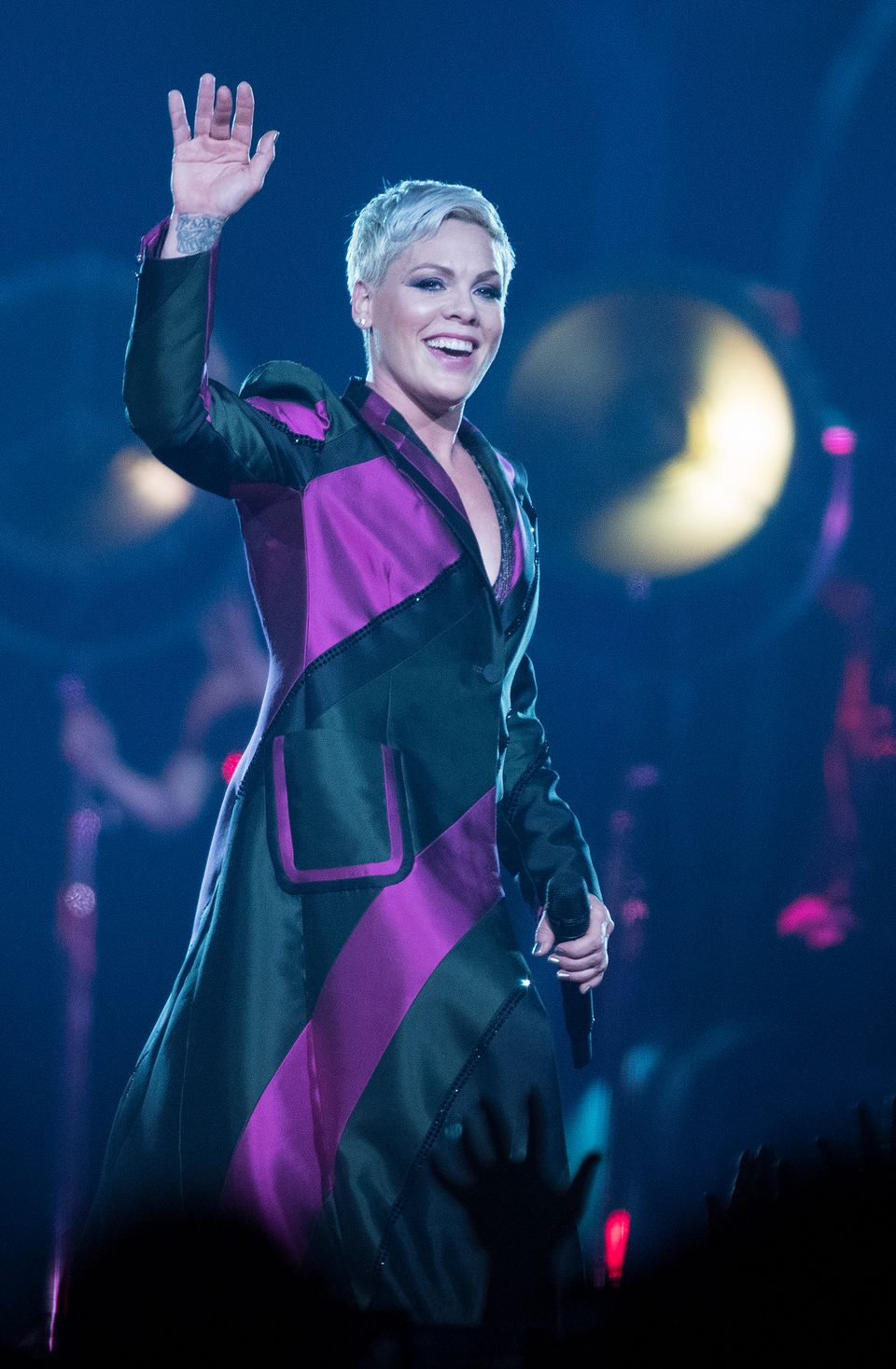
P!nk se apresentando na Beautiful Trauma World Tour, em 2018.

O primeiro single do álbum "What About Us", foi lançado em 10 de agosto de 2017, e liderou as paradas de oito países e alcançou o número 13 na Billboard Hot 100; Também recebeu uma indicação ao Grammy Awards de 2018 de Melhor Performance Pop Solo. "Beautiful Trauma" foi lançada em 21 de novembro de 2017, como o segundo single, alcançando a posição 68 na Billboard Hot 100 e o topo da parada da Billboard Dance Club Songs; O videoclipe que se passa anos 1950 tem a participação do ator Channing Tatum, interpretado seu marido. "Whatever You Want" foi lançado como single promocional em 5 de outubro de 2017 e seu videoclipe só chegou em 1º de março de 2018. "Secrets" foi lançado como o quarto e último single em agosto de 2018 e também liderou a parada Dance Club Songs. Beautiful Trauma recebeu uma indicação ao Grammy Awards de 2019 de Melhor Álbum Pop Vocal e foi considerado um dos 50 melhores álbuns lançados em 2017, pelos críticos.
Em 4 de fevereiro de 2018, Pink cantou o hino nacional dos EUA antes do Super Bowl LII, um sonho que ela tinha desde criança, viu Whitney Houston cantar no Super Bowl XXV em 1991. Em 1º de março de 2018, Pink iniciou sua sétima turnê de shows, a Beautiful Trauma World Tour, que se estendeu até maio de 2019 e arrecadou mais de US$ 390 milhões de dólares. Devido o sucesso turnê, Pink recebeu o prêmio Legend of Live no Billboard Live Music Summit.
Em 6 de abril de 2018, ela participou do álbum Revamp & Restoration de Elton John, cantando a música "Bennie and the Jets", com o próprio Elton John e o rapper Logic. Em 23 de outubro de 2018, Pink lançou sua versão da música "A Million Dreams" do álbum The Greatest Showman - Reimagined, uma reformulação da trilha sonora do filme com contribuições de vários artistas. A filha de Pink, Willow Sage Hart, também aparece no álbum interpretando o reprise da música. Ainda em 2018, ela apareceu na lista da Forbes das "Celebridades Femininas Mais Bem Pagas", com ganhos de US$ 52 milhões dólares.
Em 5 de fevereiro de 2019, Pink recebeu uma estrela na Calçada da Fama de Hollywood; na data ela anunciou o lançamento de seu oitavo álbum, Hurts 2B Human, que foi lançado em 26 de abril de 2019. O primeiro single do álbum, "Walk Me Home", foi lançado em 20 de fevereiro de 2019; No mesmo dia, Pink cantou a música com um medley de seus maiores sucessos no BRIT Awards e também foi premiada com o Outstanding Contribution to Music Award.

### 2021—presente:All I Know So FareTrustfall
Em 12 de fevereiro de 2021, Pink lançou a música "Cover Me in Sunshine", um dueto com sua filha Willow Sage Hart. Em 9 de abril de 2021, ela lançou a música "Anywhere Away from Here", um dueto com Rag'n'Bone Man. Em 29 de abril, ela anunciou um álbum ao vivo, All I Know So Far: Setlist, que foi lançado em 21 de maio. O álbum contém as versões ao vivo de músicas anteriores de Pink, covers ao vivo e "Cover Me in Sunshine" e também inclui a faixa-título, lançada como single em 7 de maio. All I Know So Far: Setlist foi lançado simultaneamente com o documentário de mesmo nome sobre a vida de Pink, que foi lançado pela Prime Video.
Em 14 de julho de 2022, ela lançou uma canção de protesto "Irrelevant". Mais tarde naquele ano, ela se apresentou em um show tributo ao baterista Taylor Hawkins, em Los Angeles. Em 4 de novembro de 2022, Pink lançou o single "Never Gonna Not Dance Again", que serviu como o single principal de seu próximo álbum, Trustfall. Um dia depois, ela introduziu Dolly Parton no Rock and Roll Hall of Fame. Em 20 de novembro, Pink cantou "Never Gonna Not Dance Again" no American Music Awards de 2022, enquanto andava de patins. Na mesma noite, ela prestou homenagem a Olivia Newton-John com uma apresentação de "Hopelessly Devoted to You". Pink lançou seu nono álbum de estúdio, Trustfall, em 17 de fevereiro de 2023; Ele estreou em primeiro lugar no Reino Unido e na Austrália, enquanto estreou em segundo lugar na Billboard 200. Em 1 de abril de 2023, ela recebeu o prêmio Icon Award no iHeartRadio Music Awards de 2023. Em 7 de junho de 2023, Pink iniciou sua oitava turnê de shows Summer Carnival em Bolton.
Em 23 de agosto de 2024, Pink cantou "What About Us" junto com sua filha na Convenção Nacional Democrata, em Chicago, Illinois. Em janeiro de 2025, Pink se apresentou no show beneficente FireAidLA para arrecadar dinheiro para famílias afetadas por incêndios florestais.

## Vida Pessoal
Pink conheceu o corredor profissional de motocross, Carey Hart, nos X Games em Filadélfia, em 2001. Depois de uma breve separação em 2003, Pink pediu Hart em casamento em junho de 2005, durante a corrida de motocross de Mammoth Lakes, colocando o texto "Will you marry me?" no seu posto de partida. Mais tarde casaram-se na Costa Rica em 7 de janeiro de 2006.
Depois de meses de especulação, Pink anunciou, em fevereiro de 2008, que ela e Hart estavam separados. Hart ainda apareceu no videoclipe de Pink, "So What". O casal participou em aconselhamento matrimonial durante a sua separação, na esperança de se conseguirem reconciliar. Em fevereiro de 2010, Pink confirmou que ela e Hart estavam novamente juntos e anunciou, em novembro de 2010, que eles estavam à espera do seu primeiro filho. Em 2 de junho de 2011, Pink deu à luz a filha do casal, Willow Sage Hart. Em dezembro de 2016, Pink deu à luz a um menino, Jameson Moon Hart.
Em 15 de julho de 2010, durante um show em Nuremberg, Alemanha, Pink estava se preparando para encerrar seu show com uma rotina acrobática aérea quando foi puxada para fora do palco e para uma barricada abaixo. Seu flywire do lado esquerdo foi ativado antes que o do lado direito fosse devidamente preso ao seu cinto. Ela foi levada a um hospital local, onde foi determinado que ela não havia se ferido gravemente. Em 2012, ela passou pela remoção de sua vesícula biliar. Em 2019, Pink revelou que luta contra a ansiedade e a depressão, desde a infância. Ela também revelou que sofreu um aborto espontâneo quando tinha 17 anos.
Em abril de 2020, em meio à pandemia de COVID-19, Pink anunciou que ela e seu filho de três anos testaram positivo para o vírus; Jameson teve sintomas leves e se recuperou em casa, porém, a cantora teve que ser hospitalizada pois o doença agravou, mas ela se recuperou posteriormente. Pink doou US$ 500.000 dólares ara o Temple University Hospital Fund na Filadélfia, onde sua mãe trabalhou por quase duas décadas, e para o Fundo de Crise de Emergência COVID-19 do Prefeito da Cidade de Los Angeles.

## Ativismo e Politica
Pink sempre contribuiu com sua voz para diversos movimentos. Ela é feminista e frequentemente critica os padrões de beleza e os papéis de gênero da sociedade. Em 2017, ela compareceu à Marcha das Mulheres em Washington (um protesto a favor dos direitos e da igualdade das mulheres) ao lado de sua família, incluindo seu filho recém nascido. Ela apoia o partido democrata e discute ativamente questões políticas, seja em entrevistas, redes sociais, comícios e eventos. Ela também apoia os direitos LGBT. Em sua canção protesto de 2006, "Dear Mr. President", além de criticar George W. Bush e a guerra do Iraque, ela criticou a oposição do então presidente ser contra o casamento gay, cantando: "Que tipo de pai odiaria sua própria filha se ela fosse gay?". Em novembro de 2008, Pink marchou contra a Proposta 8 (proposta para proibir o casamento gay), em um comício no centro de Los Angeles. Ela é embaixadora da UNICEF.
Pink é ativista dos direitos dos animais, sedo filiada do People for the Ethical Treatment of Animals (PETA); Em 2003, ela recusou um convite para se apresentar na festa de 21 anos do príncipe William, por ele praticar a caça de animais. Em 2007, ela participou da campanha "Stolen for Fashion" da PETA, que se opõe ao uso de peles de animais. Em 2014, Pink declarou ser contra o uso de cavalos em passeios de carruagem na cidade de Nova York. Em 2013, ela perguntou à Rainha Elizabeth II por que a pele de urso nos bonés dos Guardas não havia sido substituída por um material sintético e livre de crueldade. A cantora se opôs ao SeaWorld em 2018 por "prender" animais marinhos.

## Discografia
Álbuns de Estúdio
- Can't Take Me Home (2000)
- Missundaztood (2001)
- Try This (2003)
- I'm Not Dead (2006)
- Funhouse (2008)
- The Truth About Love (2012)
- Beautiful Trauma (2017)
- Hurts 2B Human (2019)
- Trustfall (2023)

Coletânea
- Greatest Hits... So Far!!! (2010)

Álbuns Ao Vivo
- All I Know So Far: Setlist (2021)

## Turnês
- Party Tour (2002)
- Try This Tour (2004)
- I'm Not Dead Tour (2006–2007)
- Funhouse Tour (2009)
- The Truth About Love Tour (2013–2014)
- P!nk Live (2017)
- Beautiful Trauma World Tour (2018–2019)

- Summer Carnival (2023–2024)
- Trustfall Tour (2023–2024)

## Vendas e Certificados no Brasil
| Ano  | Álbum                     | Certificado | Vendas |
| ---- | ------------------------- | ----------- | ------ |
| 2001 | Missundaztood             | Ouro        | 50 000 |
| 2008 | Funhouse                  | Ouro        | 20 000 |
| 2010 | Greatest Hits...So Far!!! | Ouro        | 20 000 |
| 2012 | The Truth About Love      | 2x Platina  | 80 000 |

| Ano  | Single                  | Certificado | Vendas  |
| ---- | ----------------------- | ----------- | ------- |
| 2006 | Who Knew                | Ouro        | 20 000  |
| 2008 | Sober                   | Ouro        | 20 000  |
| 2009 | Please Don't Leave Me   | Ouro        | 20 000  |
| 2010 | Raise Your Glass        | Platina     | 40 000  |
| 2010 | F***kin' Perfect        | Platina     | 40 000  |
| 2012 | Blow Me (One Last Kiss) | Platina     | 40 000  |
| 2012 | Try                     | Diamante    | 160 000 |
| 2013 | Just Give Me A Reason   | 2x Diamante | 320 000 |
| 2013 | True Love               | Ouro        | 20 000  |
| 2016 | Just Like Fire          | Platina     | 40 000  |
| 2017 | What About Us           | Diamante    | 160 000 |
| 2017 | Beautiful Trauma        | Ouro        | 20 000  |
| 2019 | Walk Me Home            | Platina     | 40 000  |
| 2019 | Hurts 2B Human          | Ouro        | 20 000  |
| 2019 | Can We Pretend          | Ouro        | 20 000  |

## Prêmios e Indicações

### Grammy Awards
O prêmio Grammy é realizado desde 1958. Pink ganhou no total três Grammys, tendo quatorze indicações.

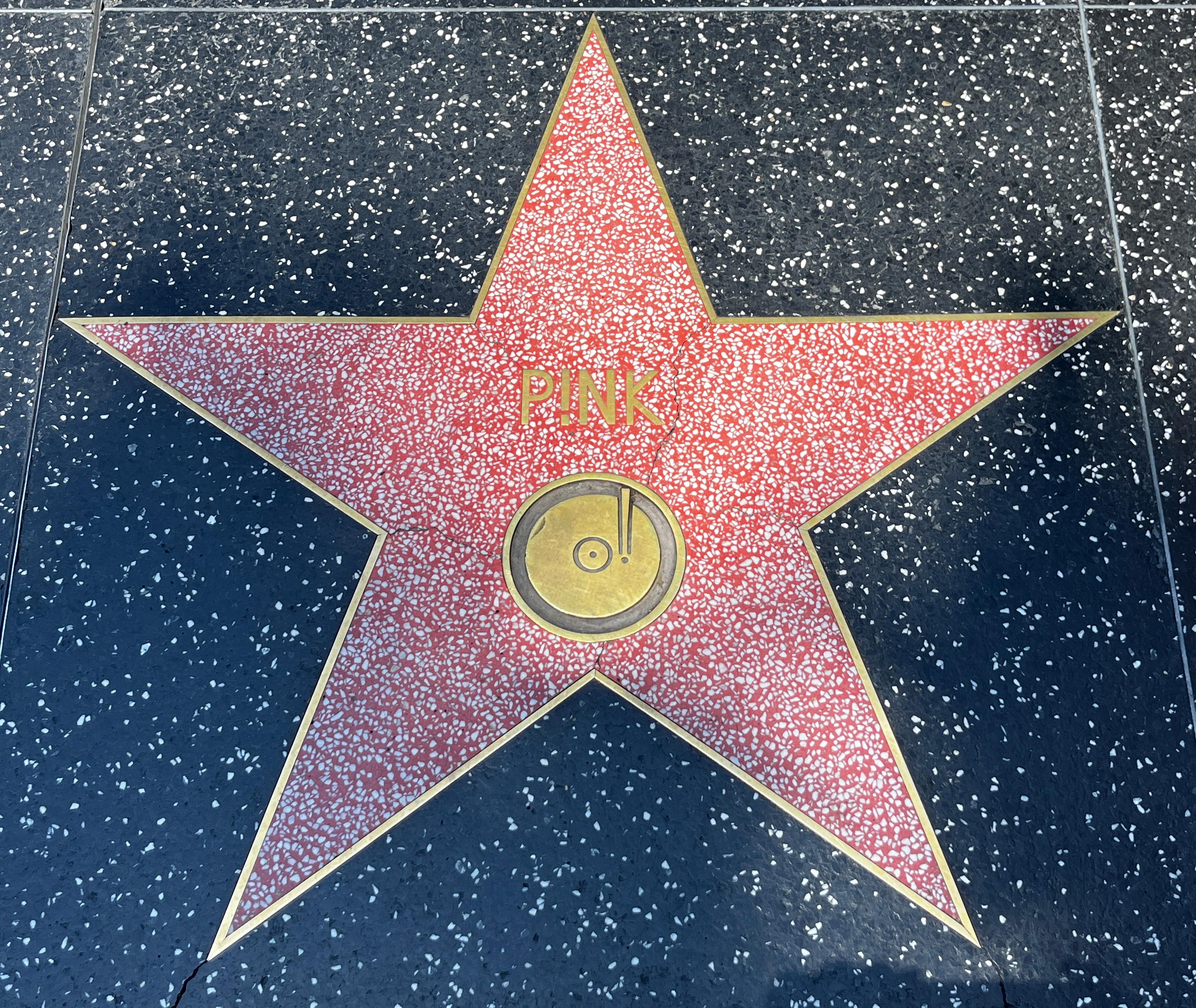
Estrela da P!nk na Calçada da Fama de Hollywood, na 6801 Hollywood Boulevard.

| Ano  | Nomeação                | Categoria                                 | Resultado |
| ---- | ----------------------- | ----------------------------------------- | --------- |
| 2002 | "Lady Marmalade"        | Melhor Colaboração Pop com Vocais         | Venceu    |
| 2003 | Missundaztood           | Melhor Álbum Vocal de Pop                 | Indicação |
| 2003 | "Get the Party Started" | Melhor Performance Vocal Feminina de Pop  | Indicação |
| 2004 | "Trouble"               | Melhor Performance Vocal Feminina de Rock | Venceu    |
| 2004 | "Feel Good Time"        | Melhor Colaboração Pop com Vocais         | Indicação |
| 2007 | "Stupid Girls"          | Melhor Performance Vocal Feminina de Pop  | Indicação |
| 2009 | "So What"               | Melhor Performance Vocal Feminina de Pop  | Indicação |
| 2010 | "Sober"                 | Melhor Performance Vocal Feminina de Pop  | Indicação |
| 2010 | Funhouse                | Melhor Álbum Vocal de Pop                 | Indicação |
| 2011 | "Imagine"               | Melhor Colaboração Pop com Vocais         | Venceu    |
| 2012 | "Fuckin' Perfect"       | Melhor Vocal Pop Solo                     | Indicação |
| 2013 | "The Truth About Love"  | Melhor Album Pop                          | Indicação |
| 2014 | "Just Give Me a Reason" | Canção do Ano e Colaboração Grupo/Duo Pop | Indicação |
| 2017 | "What About Us"         | Melhor Vocal Pop Solo                     | Indicado  |
| 2019 | Beautiful Trauma        | Melhor Álbum Vocal Pop                    | Indicado  |

### Kid's Choice Awards
| Ano  | Prêmio                          | Categoria      | Resultado |
| ---- | ------------------------------- | -------------- | --------- |
| 2013 | Nickelodeon Kids' Choice Awards | Melhor Cantora | Indicado  |